# ريجينا بيانكي
ريجينا بيانكي (بالإيطالية: Regina Bianchi)‏ (و. 1921 – 2013 م) هي ممثلة، وممثلة مسرحية، من إيطاليا، ولدت في ليتشي، توفيت في روما، عن عمر يناهز 92 عاماً.

## وصلات خارجية
- ريجينا بيانكي على موقع IMDb (الإنجليزية)
- ريجينا بيانكي على موقع ألو سيني (الفرنسية)
- ريجينا بيانكي على موقع أول موفي (الإنجليزية)
- ريجينا بيانكي على موقع قاعدة بيانات الأفلام السويدية (السويدية)
- ريجينا بيانكي على موقع قاعدة بيانات الفيلم (الإنجليزية)
- ريجينا بيانكي على موقع كينوبويسك (الروسية)